# Hendrik Thoß
Hendrik Thoß (* 1969) ist ein deutscher Historiker. 
Thoß studierte von 1993 bis 1999 an der TU Chemnitz Geschichte, Politik- und Sportwissenschaft und wurde 2002 ebenda promoviert. Er arbeitet als Fachstudienberater an der TU Chemnitz.
Seine Forschungsschwerpunkte sind die Geschichte des 19. und 20. Jahrhunderts sowie die Geschichte der Deutschen Demokratischen Republik.

## Schriften (Auswahl)
- (Hrsg. mit Frank-Lothar Kroll): Europas verlorene und wiedergewonnene Mitte. Das Ende des Alten Reiches und die Entstehung des Nationalitätenproblems im östlichen Mitteleuropa, Berlin 2011.
- (Hrsg. mit Uwe Fiedler und Thomas Nicklas): Die Gesellschaft des Fürsten. Prinz Xaver von Sachsen und seine Zeit, Chemnitz 2009.
- Demokratie ohne Demokraten? Die Innenpolitik der Weimarer Republik (= Deutsche Geschichte im 20. Jahrhundert, Band 6), be.bra Verlag, Berlin 2008.
- (Hrsg.): Europas Eiserner Vorhang. Die deutsch-deutsche Grenze im Kalten Krieg (= Chemnitzer Europastudien, Band 9), Berlin 2008.
- (Hrsg.): Mitteleuropäische Grenzräume (= Chemnitzer Europastudien, Band 3), Berlin 2006.
- Gesichert in den Untergang. Die Geschichte der DDR-Westgrenze, Berlin 2004.